# Laburrus impictifrons
Laburrus impictifrons är en insektsart som beskrevs av Karl Henrik Boheman 1852. Laburrus impictifrons ingår i släktet Laburrus och familjen dvärgstritar. Enligt den finländska rödlistan är arten akut hotad i Finland. Arten är reproducerande i Sverige. Artens livsmiljö är torra gräsmarker. Inga underarter finns listade i Catalogue of Life.